# Sekt
Sekt (del latín siccus, "seco") es el nombre comúnmente utilizado en Alemania y Austria para el vino espumoso de calidad, una bebida alcohólica carbonatada con un contenido de alcohol de al menos el diez por ciento en volumen; el vino base y la dosis deben provenir de la misma zona de cultivo. Por otra parte, el Deutscher Sekt hace referencia a aquellos espumosos elaborados exclusivamente a base de uvas alemanas, generalmente Pinot Blanc, Riesling, Pinot Gris y Pinot Noir.

## Historia
En 1789 un maestro bodeguero de Mainz viajó hasta Francia para visitar a su familia. En su estancia tuvo la oportunidad de entrar en contacto con los vinos espumosos de la Champagne. A su vuelta a Alemania comenzó a trabajar en la elaboración de un producto parecido, alcanzando el éxito. La primera producción a escala industrial la hizo Georg Friedrich Kessler en 1826, quien había cooperado con anterioridad en el desarrollo de la bodega Veuve Cliquot Ponsardin de Champagne. La producción de este primer espumoso alemán tuvo lugar en la localidad de Esslingen.
Para este vino espumoso alemán se utiliza la denominación sekt desde 1919, cuando tras la firma del Tratado de Versalles se decretó que no podría utilizarse el término Champagne para aquellos vinos que no fuesen producidos en la región del mismo nombre.

## Fabricación
El vino espumoso es un refinamiento del vino que se consigue a través de la fermentación alcohólica y que generalmente se produce en una bodega de vinos espumosos. Los vinos necesarios para ello se denominan vinos base de vino espumoso. Los vinos base de Sekt deben prepararse en principio con uvas sanas y maduras y no con uvas nobles maduras o podridas que tengan una acidez fina y fresca. Por tanto, los vinos base de vino espumoso no se leen según el contenido de azúcar, sino según la acidez. Esta acidez fina y fresca actúa como un potenciador del sabor en el producto final, le da al vino espumoso un sabor completo y equilibrado.
Dado que la acidez disminuye drásticamente durante la maduración fisiológica de las uvas, las uvas para la producción de vinos base de vino espumoso se recolectan antes de la vendimia general. Una vez recolectadas las uvas y fermentadas en vino, el jefe de bodega decide el tipo de vino espumoso que se va a elaborar con ellas. Si quiere un vino espumoso joven y de aspecto fresco, el vino espumoso básico se libera de todos los escombros lo más rápido posible y se agrega al vino espumoso.
Si el vino espumoso va a tener un sabor maduro más tarde, se le da tiempo al vino base para que madure de manera natural y aislada; este último, sin embargo, es bastante inusual.

## Proceso de fermentación
Se utilizan tres métodos en la producción de vino espumoso:

### Fermentación tradicional en botella
Con la fermentación tradicional en botella, la fermentación se realiza en las botellas originales. A veces también se cierra en bidones y luego se almacena para fermentación y maduración en una bodega fresca y no fría (aproximadamente conservándose a 13 °C) durante al menos nueve meses. El tiempo mínimo de almacenamiento de nueve meses en la levadura está prescrito por la ley del vino para la fermentación clásica en botella.
Después del período de almacenamiento, las levaduras muertas se mueven al cuello de la botella girando e inclinándola en un proceso de agitación especialmente diseñado, el remuage. Para ello, las botellas se colocan sobre mesas vibratorias y se rotan una vez al día en un ángulo predeterminado. Desde una posición inicial casi horizontal, las botellas se colocan gradualmente en una posición cada vez más empinada cuando se agitan. La rotación y la inclinación hacen que la levadura se deslice hacia el cuello de la botella y forme allí el depósito de levadura o el tapón de levadura.
Hoy en día, cada vez se utilizan más máquinas en lugar de paneles vibratorios, que mueven, giran e inclinan un conjunto de aproximadamente 200 a 500 botellas en una celosía o caja de madera alrededor de dos ejes. En general, la fermentación en botella, incluido el método manual, es un proceso económicamente favorable que requiere mayores costos de personal, pero inversiones significativamente menores que la fermentación en tanque. Un buen Remueur puede gestionar hasta tres botellas por segundo, es decir, casi 11.000 por hora. Pero de 40.000 a 50.000 botellas por día son realistas.

#### Degüelle
El tapón de levadura se quita por degüelle: Después de agitar el vino espumoso crudo, se sumerge boca abajo en un baño frío, una salmuera fría a -20 °C, de modo que la levadura recogida en el cuello de la botella se congele en un tapón.
Después de abrir con cuidado la tapa corona, el tapón de levadura y hielo sale disparado de la botella.
Antes de la invención de la máquina de refrigeración, se utilizaba el degüelle caliente. Este proceso, llamado à la volée, rara vez se practica hoy en día debido a las pérdidas de producto. Durante la desregulación en caliente, el tapón de corona se arranca de la botella, que se mantiene en ángulo, con un abridor de botellas especial. Una vez que el tapón de levadura se ha disparado fuera del cuello de la botella, la abertura de la botella se cierra con el pulgar, evitando así una mayor pérdida de líquido. En las pequeñas fábricas de vino espumoso, este proceso puede resultar económico ya que ahorra la costosa maquinaria para el baño frío. El proceso requiere un muy buen sentido del tiempo, mucha práctica y destreza manual, ya que de lo contrario las pérdidas anulan los ahorros en tecnología.

### Método de trasvasación
El proceso de transvasación representa una forma de mantener las ventajas de la fermentación tradicional en botella y simplificar los laboriosos pasos de eliminar la levadura en comparación con el método tradicional. Este método se generalizó de manera progresiva desde la década de 1950 porque las capacidades del método tradicional ya no eran suficientes para satisfacer la creciente demanda de vino espumoso.
En el proceso de trasvasación, la fermentación se realiza en una botella de fermentación especial, como en el método tradicional, pero las lías no se eliminan mediante agitación y degüelle, sino después de vaciar las botellas bajo presión de ácido carbónico mediante filtración. Luego, el vino espumoso se dosifica en el tanque de presión y se llena en botellas nuevas. Dado que la segunda fermentación del vino espumoso tiene lugar en botellas como la fermentación tradicional en botella, el vino espumoso elaborado mediante el proceso de trasvasación puede declararse como "fermentación en botella", pero solo con un período de producción mínimo de nueve meses y una duración de la segunda fermentación y posterior almacenamiento en la levadura de al menos 90 días.

### Fermentación en tanque
Ya a mediados del siglo XIX, hubo intentos de producir vino espumoso en grandes contenedores. La fermentación en tanque también se llama Méthode Charmat en honor a uno de sus fundadores, el enólogo francés Eugène Charmat. Charmat desarrolló su tecnología en 1907 en la Universidad de Montpellier. El procedimiento se introdujo en Alemania y Francia antes de la Segunda Guerra Mundial. El boom económico de la década de 1950 y la «democratización» del vino espumoso hicieron que el proceso fuera interesante desde el punto de vista económico y sea el método más extendido de elaboración de vino espumoso en la actualidad.
El proceso de fermentación en tanque requiere la menor cantidad de pasos de trabajo de todos los procesos. La segunda fermentación se realiza en grandes tanques a presión en lugar de botellas. Tras la fermentación, que debe durar al menos treinta días en depósitos con agitadores, el vino espumoso de calidad (vino espumoso, cava, vino spumante) se madura en depósito para alcanzar el tiempo de elaboración legalmente prescrito para el vino espumoso de seis meses. A continuación, se ajusta el dulzor y, tras la filtración, el vino espumoso se embotella a contrapresión con dióxido de carbono técnico. Se supone que este llenado a presión evita que el contenido de dióxido de carbono en el vino espumoso disminuya.
Sin embargo, este proceso puede resultar en la disolución de cantidades considerables de dióxido de carbono técnico en el vino espumoso. Según el reglamento UE 606/2009, esta circunstancia se tolera al decantar por contrapresión. Sin embargo, esto cuestiona el requisito de que el dióxido de carbono del vino espumoso solo proceda de la fermentación alcohólica. Una adición intencionada de dióxido de carbono de calidad técnica normalmente significaría que la bebida solo podría describirse como vino espumoso con ácido carbónico añadido.
En el pasado, la pérdida de presión en este proceso era significativamente mayor que en la fermentación en botella, pero esto ya no se aplica a las nuevas tecnologías. Este proceso es significativamente más económico que la fermentación tradicional en botella y, por lo tanto, se prefiere para más del 90 por ciento de los vinos espumosos vendidos en Alemania.
Si no se especifica ningún proceso de fabricación en las botellas de champán, por ejemplo, "fermentación tradicional en botella" o "fermentación en botella", se puede suponer que el vino espumoso se ha fermentado en el tanque. La ventaja de este proceso es la producción de un producto uniforme en el que cada botella tiene exactamente los mismos matices que todas las demás botellas de esta cuvée.
Debido a que este método hace posible producir vino espumoso de forma económica, a menudo se utilizan calidades básicas de vino simples y económicas. La falta de información sobre el proceso de producción en la etiqueta es un indicador indirecto de la calidad de los vinos base de vino espumoso utilizados y, por tanto, del producto final del vino espumoso, aunque no se ha aclarado de manera inequívoca si los diversos métodos per se influyen en la calidad del vino espumoso.
La posibilidad más barata e innoble es añadir ácido carbónico al vino, que no está permitido para el vino espumoso en Alemania; ver vino espumoso.
Ya en el siglo XIX, se llevaron a cabo experimentos con el trasvasado (del francés transvaser) del vino espumoso decapitado (degüelle) en recipientes más pequeños. El problema de la pérdida de presión resultante solo se pudo resolver con tanques de presión y llenadoras de contrapresión. Los requisitos técnicos para esto solo estuvieron disponibles a mediados del siglo XX.
La ventaja de este método es que el cuvée se homogeneiza al vaciarlo, se nivelan las posibles diferencias de sabor provocadas por el proceso de fermentación irregular en las botellas de fermentación. El hecho de que el proceso de transvasación esté legalmente autorizado a denominarse "fermentación en botella" se utiliza a menudo tácitamente como argumento de venta, ya que la mayoría de los consumidores no son conscientes de las diferencias de procedimiento decisivas. Una encuesta de 1000 personas realizada en 1988 en nombre del Fondo de Estabilización del Vino mostró que el término "fermentación en botella" estaba asociado con "fermentado en botella" por la mayoría de los encuestados, pero solo el 14 por ciento de los encuestados asignó el término al proceso de transvasación. y lo diferencia de la "fermentación tradicional en botella".

## Indicaciones gustativas
Dependiendo del dulzor, se hace una distinción para el vino espumoso en general, es decir, también para el vino espumoso, siete sabores diferentes que están regulados uniformemente en la Unión Europea en el Reglamento UE 2019/33, pero que se designan de manera diferente en los países. Este reglamento reemplazó al reglamento de 2009 (Reglamento UE 607/2009, Anexo XIV).
- 0 a 3 g / l: naturalmente seco (brut nature)
- 0 a 6 g / l: extra amargo (extra brut)
- 0 a 12 g / l: hierba (brut)
- 12 a 17 g / l: extra seco
- 17 a 32 g / l: seco
- 32 a 50 g / l: semiseco (medio seco, demi-sec)
- más de 50 g / l: suave (dulce, dulce)

Al mismo tiempo, el legislador otorga una tolerancia de tres gramos por litro.
Si se convierte en una botella de vino espumoso de 0,75 l, se obtiene la siguiente cantidad media de dulzor residual:
- naturalmente a base de hierbas: 1,1 g / botella (0,4 terrones de azúcar por 3 g de sacarosa)
- tarta extra: 2,3 g / botella (0,8 terrones de azúcar)
- hierba: 4,5 g / botella (1,5 terrones de azúcar)
- extra seco: 10,9 g / botella (3,6 terrones de azúcar)
- seco: 18,4 g / botella (6,1 terrones de azúcar)
- semiseco: 30,8 g / botella (10,3 terrones de azúcar)
- suave: 56,3 g / botella (18,8 terrones de azúcar).